# 津市コミュニティバス (美里地域)
津市コミュニティバス（美里地域）（つしコミュニティバスみさとちいき）では、三重県津市の旧美里村地域・榊原地域を運行するコミュニティバスについて説明する。

## 概要
- 運賃は「運賃制度」を参照。
- 当路線は曜日指定運行（後述）であるが、年末年始（12月29日から翌年1月3日）は運休する。
- 当路線は三重交通が受託運行している。
- 路線情報は2022年4月時点のものを記載した。

## 歴史
- 2003年（平成15年）4月1日 - 美里村営コミュニティバス運行開始。1乗車100円。路線数は4コース。
- 2004年（平成16年）
  - 4月1日 - 路線見直し。路線数を2コースに変更。
  - 8月17日 - 美里保健センター完成に伴い、乗り入れを開始。
- 2005年（平成17年）4月1日 - 辰水コースの経路を変更。
- 2006年（平成18年）1月1日 - 美里村が津市へ合併。美里コミュニティバスとなる。
- 2010年（平成22年）4月1日 - 市内各地域で運行しているコミュニティバスの運賃や運行形態の格差を是正するため、見直しを実施。津市コミュニティバスの一部となる。運賃を1乗車200円に変更。 経路を変更。榊原地域へ路線を延長。

## 運賃制度
運賃
- 大人200円、小人（小学生）100円。

※全区間共通。未就学児（幼児・乳児）は無料。なお、障害者手帳等の交付者とその介護者は半額、（津市オリジナルICカードの）シルバーエミカ所有者は無料となる（※津市内に住む65歳以上の方のみ）。
回数券
下記の3種を扱っている。
- 2,000円（200円券 12枚綴り）
- 1,000円（100円券 12枚綴り）
- 500円（50円券 12枚綴り）

※津市本庁舎交通政策課、各総合支所地域振興課、白山地域および美杉地域の各出張所で販売。
定期券
3カ月用と1カ月用を扱っている。
- 大人（中学生以上） - 3カ月：14,000円、1カ月：5,000円
- 小人（小学生のみ） - 3カ月：7,000円、1カ月：2,500円

※津市本庁舎交通政策課、各総合支所地域振興課、白山地域および美杉地域の各出張所で販売。

## 現行路線

### 長野・榊原ルート
火曜・水曜・金曜運行。
- 平木 - 長野小学校前 - 長野 - 中野 - 南長野 - みさとの丘学園 - 美里総合支所 - 美里保健センター - 足坂 - 美里ホームランド -  美里農協前 - 稲葉口 - 榊原病院前 - 榊原口

### 穴倉・辰水・忠盛塚ルート
月曜・水曜・土曜運行。
- 美里総合支所 - （美里保健センター - ）穴倉 - 辰水農協前 - 辰水小学校前 - 金垣内 - 忠盛塚 - 辰水農協前 - 辰水小学校前 - 稲葉口 - 美里農協前 - 美里保健センター - 美里総合支所 - みさとの丘学園 - フラワービレッジ - 榊原口
  - 美里総合支所始発のうち1便は「美里総合支所 → みさとの丘学園 → フラワービレッジ → 榊原口」の運行がない。

## 過去路線

### 長野・高宮ルート
- 平木 - 長野小学校前 - 中野 - 南長野 - 美里総合支所 - フラワービレッジ - 美里ホームランド - 稲葉口

### 辰水ルート
- 美里総合支所 - 穴倉 - 日南田 - 辰水農協前 - 庚申 - 辰水農協前 - 稲葉口 - 美里総合支所 - フラワービレッジ - 榊原口 - 湯の瀬

## 車両
- 三菱ふそう・ローザ